# European VCD System
Das European VCD System (EVS) wurde im Rahmen des Projekts Virtual Company Dossier (als Teil des Programms PEPPOL) entwickelt. Es enthält das zentrale juristische Regelwerk für grenzüberschreitende öffentliche Ausschreibungen innerhalb der Europäischen Union als Ontologie und bietet eine Systemschnittstelle zur Auswertung des Regelwerks (Inferenz der Ontologie) für die Anwendung durch andere IT-Systeme (z. B. nationale VCD-Systeme).
Das Projekt PEPPOL mit dem Arbeitspaket Virtual Company Dossier (VCD) wurde im Jahr 2008 gestartet, um die rechtlichen und bürokratischen Hürden bei grenzüberschreitenden Vergabeverfahren innerhalb der EU zu reduzieren. Das European VCD System (EVS) ist ein zentrales Element der VCD-Lösungen, welches die allgemeinen und juristischen Regelungen zur gegenseitigen Anerkennung der jeweils nationalen Nachweise (Attestate) in einem maschinen-lesbaren Regelwerk verwaltet (Ontologie) und die Auswertung des Regelwerks ermöglicht (via Systemschnittstellen).
Das EVS ist ein Entscheidungsunterstützungssystem auf Grundlage von ontologie-basiertem Reasoning (Inferenz), um die relevanten Kriterien und Nachweise (z. B. für Unbescholtenheit) für unterschiedliche Anbieter-Konstellationen (z. B. Einzelbieter, Bietergemeinschaft) ermitteln zu können. Das System wurde durch den Projektpartner PEPPOL.AT (Österreich) auf Basis des "m2n Intelligence Management Framework" entwickelt.

## Ergebnisse
Das European VCD System bündelt das allgemeine und juristische Regelwerk, sowie die Methodik der Schlussfolgerungen aufgrund dieses Regelwerks, um die Einstiegshürde für nationale Service-Provider (z. B. Anbieter von eProcurement-Systemen bzw. -Plattformen) zu minimieren. Ebenso wird dadurch die einheitliche Anwendung des Regelwerks forciert.
Das EVS bietet eine Systemschnittstelle (zur Anbindung von IT-Systemen) und eine Benutzeroberfläche (für die direkte Anwendung von Benutzern, GUI). Die Systemschnittstelle des EVS werden unter anderem durch die VCD-Referenzimplementierung VCD Designer angewendet.